# Benoit Gratton
Benoit Gratton (Montreal, Québec, 28. prosinca 1976.) kanadski je profesionalni hokejaš na ledu. Lijevoruki je napadač i igra na poziciji centra. 

## Karijera

### Amerika
Gratton je svoj juniorski staž započeo u ekipi Laval Titan koja nastupa u QMJHL-u (Quebec Major Junior Hockey League). Washington Capitals birali su na draftu 1995. kao 105. ukupno u petoj rundi drafta. U Lavalu je proveo tri godine, nakon čega je otišao u Granby Predateurs gdje je završio četverogodišnje sveučilišno obrazovanje. Kao vrsni strijelac i napadač, Gratton je odveo Granby do prestižnog naslova Memorial Cupa. 
U 1996./97. sezoni odigrao je 76 susreta za Portland Piratese u AHL-u (American Hockey League), filijalu NHL ekipe Washington Capitalsa. Nakon odlične prve sezone u kojoj je postigao 6 golova i 40 asistencija, dobio je priliku u NHL ekipi Capitalsa. Međutim, odigravši samo šest susreta za Washington natrag se vratio u njihovu filijalu Portland Piratse. Sljedećih pet sezona igrao je između NHL-a i AHL-a, ali za Calgary Flames i Montreal Canadiens te njihove filijale Saint John Flames i Quebec Citadelles. 

### Europa
Nakon sezone 2004./05. Gratton dolazi u Europu i igra za HC Lugano u švicarskoj ligi. Već sljedeće sezone prelazi u Hamburg Freezerse u njemačkom DEL-u. Tri uspješne sezone proveo je u Freezersima (31 pogodak i 81 asistencija), a nakon isteka ugovora nije produžio vjernost klubu. Umjesto toga, Gratton odlazi u Vienna Capitals koji nastupaju u austrijskoj EBEL ligi. U prvoj sezoni (2008./09.) u Capitalsima bio je šesti najbolji napadač lige. Osim pogađanja mreže, Gratton je bio izuzetno uspješan i u pogađanju protivničkih igrača, s obzirom da je skupio najviše isključenja u ligi.

## Vanjske poveznice
- Profil na The Internet Hockey Database
- Profil na European Hockey.Net